# Real Humans – Echte Menschen
Real Humans – Echte Menschen (Originaltitel: Äkta människor, Schwedisch für Echte Menschen) ist eine schwedische Drama-Serie mit Science-Fiction-Elementen aus dem Jahr 2012 von Lars Lundström.
Zentrales Element der Serie sind menschenähnliche Roboter, sogenannte Hubots (Abkürzung für Human Robots = Menschliche Roboter). Sie können Aufgaben erledigen, die für gewöhnliche Maschinen zu kompliziert sind. So gibt es Haushaltsroboter, die staubsaugen, den Abwasch erledigen, im Garten arbeiten und Mahlzeiten zubereiten. Einige können auch Autofahren, und manche sind zu sexuellen Handlungen fähig. Es gibt Roboter für Baustellen und für die Altenpflege.

## Handlung

### Erste Staffel

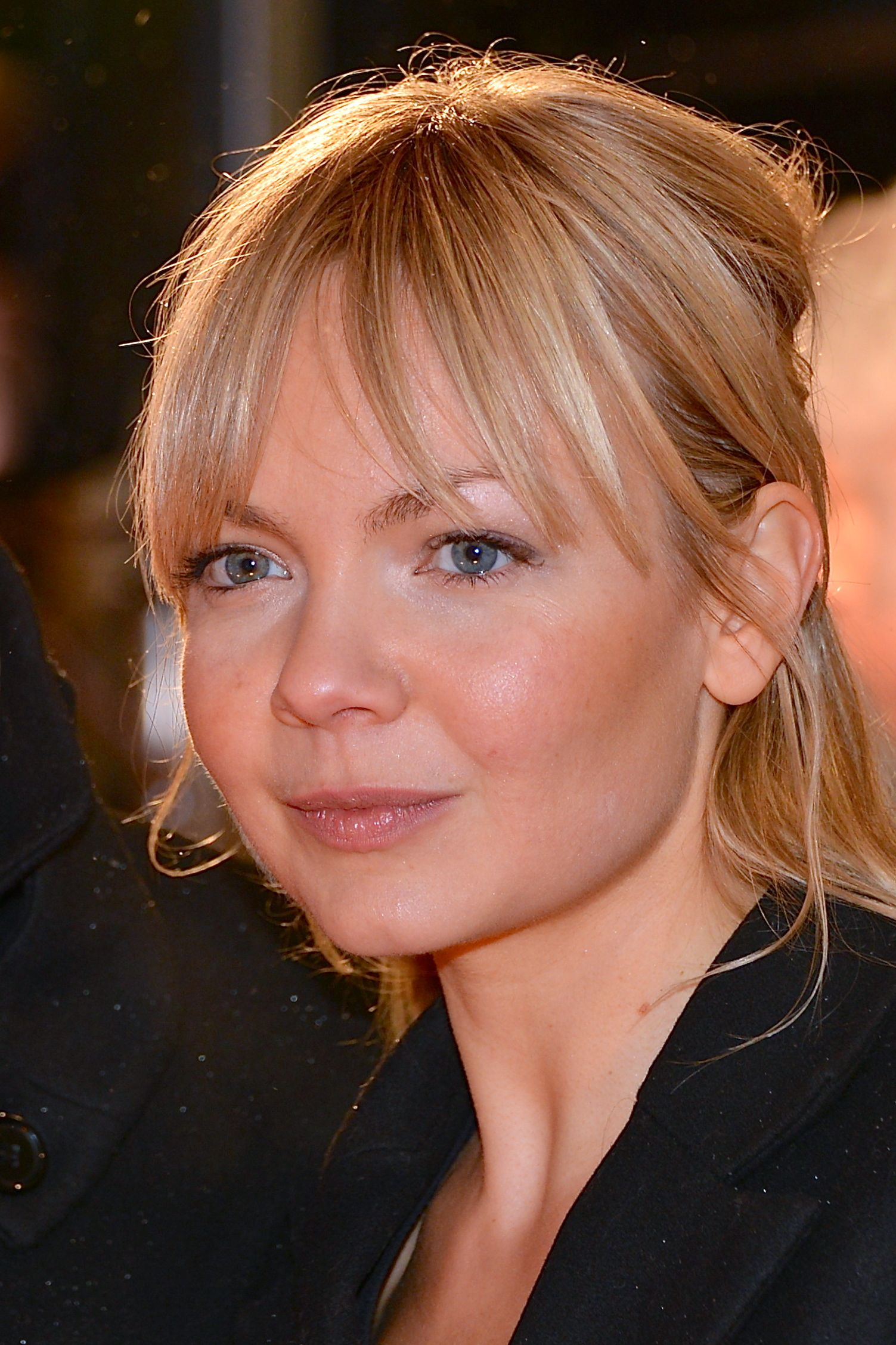
Marie Robertson, die den Hubot Bea spielt

In einer nicht näher beschriebenen Gegend in Schweden: Die meisten Menschen haben sich an die Hubots gewöhnt, während andere ihnen ablehnend gegenüberstehen. Leo, Mimi, Niska, Max, Flash und Gordon gehören zu einer Gruppe „freier“ Hubots, die eigene Entscheidungen treffen und somit ohne Besitzer leben können und sogar wollen. Dies ist illegal. So sind sie auf der Flucht vor der Polizei und auf der Suche nach der Möglichkeit, ihre Akkus zu laden. Während sie zu diesem Zweck gewaltsam in ein Haus eindringen, wird Mimi von zwei Schwarzmarkthändlern gestohlen. Leo und Max trennen sich von der Gruppe, um Mimi zu suchen. Der Rest der Gruppe verlässt am nächsten Morgen das Haus. Ohne dass die anderen davon wissen, tötet Niska die beiden Bewohner, damit diese nicht die Polizei informieren können.
Hans Engman besucht zusammen mit seinem Schwiegervater Lennart ein Hubot-Kaufhaus, um dort für Lennart einen Ersatz für dessen bisherigen Hubot Odi zu kaufen, der wegen Funktionsstörungen Probleme macht. Der Verkäufer verkauft ihnen ein teures Modell mit Altenpflege-Funktionen namens Vera und gibt ein einfaches Modell zusätzlich gratis dazu, das Hans als Haushaltshilfe für die Familie verwenden möchte. Die Ehefrau von Hans, die Rechtsanwältin Inger, ist zunächst wenig begeistert und erlaubt nur widerstrebend, dass der Hubot bei ihnen bleiben darf. Sie geben ihm den Namen Anita. Sie ahnen nicht, dass Anita die neuprogrammierte Mimi ist.
Roger arbeitet in einem Warenlager, in dem zu seinem Ärger die meiste Arbeit von Hubots erledigt wird. Seine Frau Therese verlässt ihn zusammen mit ihrem Sohn Kevin und dem Hubot Rick, den sie von Leo unerlaubterweise so umprogrammieren lässt, dass eine sexuelle Beziehung möglich ist. Roger schließt sich daraufhin einer Gruppe an, die sich gegen den Einsatz der Hubots wendet, und lernt dort die bei der Polizeisondereinheit „EHURB“ (Enheten för hubotrelaterad brottslighet = Einheit für Hubot-Kriminalität) arbeitende Polizistin Bea und den Postboten Malte kennen. Die drei beschließen, eine Aktionsgruppe zu bilden und nicht nur zu protestieren, sondern ihre Mitmenschen auch durch Taten aufzurütteln.
Im Verlauf der zehn Episoden der ersten Staffel kreuzen sich die Wege der verschiedenen Protagonisten immer wieder. In mehreren sich ergänzenden Rückblenden erfährt man, dass Leo der biologische Sohn des Arztes David Eischer ist: Als Kind musste Leo zusehen, wie seine Mutter Bea bei einem Badeunfall in einem See nahe dem Haus ertrank. Bei dem aussichtslosen Versuch, sie zu retten, entkam Leo selbst nur knapp dem Tod durch Ertrinken. Leo wurde von dem Hubot Mimi an Land gebracht und fiel in ein dauerhaftes Koma. David Eischer, unwillig, das Geschehene zu akzeptieren, entschloss sich, seinen Sohn wenigstens als Cyborg „zurück ins Leben zu holen“. Leo wurde im Zuge dessen von seinem Vater bei einer medizinischen Operation Roboter-Hardware eingesetzt. Auch sein geschädigtes Gehirn wurde durch einen digitalen Speicher ergänzt. Seine Frau Bea konnte David Eischer jedoch nicht mehr retten.
Er entschloss sich daher, sie als Hubot gänzlich neu zu erschaffen. Neben Leo und Bea schuf David Eischer auch die freien Hubots Mimi, Niska, Fred, Flash, Gordon, Marylyn und Max, die er alle mit DB („Davids Barn“, übersetzt „Davids Kinder“) auf dem rechten Unterarm markierte. Durch eine von ihm weiterentwickelte Hubot-Software verbesserte er zudem die kognitiven und emotionalen Fähigkeiten seiner „Geschöpfe“. Der Geheimdienst versucht mit allen Mitteln hinter das Geheimnis der freien Hubots zu kommen. Am Ende der ersten Staffel wird Leo getötet, und mit Ausnahme von Mimi, Bea, Marylyn, Gordon und Flash werden alle anderen freien Hubots zerstört. Doch Bea ist es gelungen, die Software zu retten, die aus normalen Hubots Geschöpfe mit eigener Persönlichkeit macht.

### Zweite Staffel
Sechs Monate später. Der unvollständige Eischer-Code vom Datenstick von Bea, den Tobias Engman unbeabsichtigt ins Internet hochgeladen hat, verhält sich wie ein Trojaner und infiziert und zerstört Hubots. Silas, der für Jonas Boberg ins Gefängnis gegangen war, wird entlassen, und Jonas macht ihn zum Manager des Hub Battle Land, einer Paintballanlage, in der Menschen gegen Hubots kämpfen können. Mimi lebt bei der Familie Engman und bekommt eine Stelle in der Rechtsanwaltskanzlei, in der Inger arbeitet.
Bea war in der Zwischenzeit abgeschaltet und macht sich nach ihrer Reaktivierung auf die Suche nach dem Klon von David Eischer. Davids Mutter, eine demente alte Frau, teilt ihr mit, dass der Körper des Klons an Davids Stelle begraben wurde – nach dieser Information tötet Bea Davids Mutter, um Spuren zu verwischen. Nachdem David exhumiert wurde, muss Bea feststellen, dass das künstliche Gehirn fehlt. Es wurde von der Ehefrau des Partners von David Eischer aufbewahrt, die es ihrem Sohn Jonas übergibt, der Beas Diebstahlschutz aktiviert und Bea und David mit ins Hub Battle Land nimmt. Zuvor tötet Bea noch Jonas’ Mutter und schneidet ihr den Finger ab, mit dem man den Diebstahlschutz deaktivieren kann.
Flash, die sich nun Florentine nennt, möchte eine Familie gründen und verliebt sich in Douglas Jarmeus, den Stiefsohn von Inger Engmans Boss. Douglas bemerkt zunächst nicht, dass sie ein Hubot ist, aber als er es erfährt, ist er zunächst abgestoßen, überwindet sich jedoch und sucht Florentine in ihrem Hotelzimmer auf, wo sie gerade dabei ist, Suizid zu begehen. Er nimmt sie mit nach Hause, und die beiden heiraten schließlich. Die Hochzeit findet in der Kirche statt, in der die Gruppe zuvor Rast gemacht hatte, und beide werden von der Priesterin Asa aus der ersten Staffel getraut. Als sie auf Probleme bei der Adoptionsbehörde stoßen, erinnert sich Florentine an ihre drogensüchtige Hotelnachbarin, die ein Neugeborenes hat, und trifft mit ihr eine Abmachung, das Kind zu übernehmen.
Douglas schafft es, seinen Namen in die Geburtsurkunde des Kindes eintragen zu lassen, und die kleine Familie scheint perfekt. Allerdings sieht Gordon das nicht so und bringt Douglas mit einem Elektroschocker um. Florentine geht nach dem Mord nicht, wie von Gordon geplant, mit ihrem Bruder mit, sondern verstößt ihn. Als sich bei Erbstreitigkeiten herausstellt, dass sie ein Hubot ist, kommt es zu einem Gerichtsprozess, bei dem sie und Mimi denselben Status wie ein echter Mensch zugesprochen bekommen. Dennoch verliert sie das Adoptivkind, da Douglas nicht der leibliche Vater ist.
Jonas Boberg plant, seinen Geist in einen Hubot-Klon zu übertragen, und zwingt David, den Code neu zu programmieren, doch David und Bea, die von Jonas im Hub Battle Land gefangengehalten werden, haben andere Pläne. Ingers Vater, Lennart Sollberg, hat von sich einen Klon anfertigen lassen, der zusammen mit Haushälterin Vera den Engman-Haushalt aufmischt. Als Sofia für ihren Großvater ein Tanzprogramm herunterlädt und es falsch installiert, nehmen Tobias und Matilda ihren Opa und den mittlerweile durch Mimi vervollständigten Eischer-Code mit zu Einar, einem transhumanen Hubotfreund, der den Großvater reprogrammiert und dabei ungewollt befreit. Leider überträgt er dabei den gesamten Datensatz auf einmal, was bei dem Großvater eine starke Unruhe verursacht. Er rennt daraufhin in die Stadt, wo er von der Hubsec gefangen genommen wird. Er kommt ins Hub Battle Land, wo David ihn endgültig befreit und er wieder auf seinen alten Gefährten Odi trifft, der mittlerweile nur noch per Kabel betrieben wird, da seine Akkus zerstört sind.
Mimi hat sich bei der Arbeit in der Anwaltskanzlei mit dem Virus infiziert, und dies bringt unter anderem auch die alten Erinnerungen von Yun Moon wieder hervor, deren Klon sie ursprünglich ist. Mimi sagt als Zeugin in Florentines Prozess aus, während Hans in Korea nach Mimis Verwandten sucht und ihren leiblichen Bruder mit zum Prozess bringt. Dessen Aussage bedeutet eine Wende in Florentines Prozess. Jonas Boberg erinnert sich an seinen alten Freund Einar und nötigt diesen, ihm den Code herauszugeben. Im Hub Battle Land vergleicht er den Code von Einar mit dem, den David neu programmiert hat, und findet Unterschiede, die ihn dazu bewegen, den neuen Code zuerst an Davids Klon auszuprobieren, was diesen zerstört. Schließlich befreit Roger Bea aus ihrem Gefängnis, und zusammen befreien beide alle Hubots mit dem Eischer-Code aus dem Hub Battle Land. Nachdem Roger und Bea mit den befreiten Hubots das Hub Battle Land verlassen haben, kehrt Silas mit einem Akku für Odi zurück. In der letzten Szene sieht man, wie Tobias bei der immer noch infizierten Mimi wacht, während Bea den Raum betritt.

## Ausstrahlung
Die Erstausstrahlung der ersten Staffel erfolgte ab dem 22. Januar 2012 beim schwedischen Sender SVT 1. Die deutsche Erstausstrahlung der ersten Staffel fand ab dem 4. April 2013 bei Arte statt. Die zweite Staffel wurde ab dem 1. Dezember 2013 auf SVT 1 und ab dem 15. Mai 2014 im deutschen Fernsehen erneut von Arte ausgestrahlt.

## Synchronisation
Die deutsche Fassung wurde bei der Hamburger Synchron bearbeitet. Kira Uecker schrieb die Dialogbücher und führte Dialogregie.
| Rolle                        | Schauspieler          | Synchronsprecher  |
| ---------------------------- | --------------------- | ----------------- |
| Leo Eischer                  | Andreas Wilson        | Leonhard Mahlich  |
| Mimi/Anita                   | Lisette Pagler        | Celine Fontanges  |
| Beatrice „Bea“ Eischer/Novak | Marie Robertson       | Schaukje Könning  |
| Inger Engman                 | Pia Halvorsen         | Arianne Borbach   |
| Hans Engman                  | Johan Paulsen         | David C. Bunners  |
| Tobias „Tobbe“ Engman        | Kåre Hedebrant        | Anton Wilms       |
| Matilda Engman               | Natalie Minnevik      | Leonie Landa      |
| Sofia Engman                 | Aline Palmstierna     |                   |
| Lennart Sollberg             | Sten Elfström         | Achim Schülke     |
| Roger Larsson                | Leif Andrée           | Rainer Schmitt    |
| Kevin                        | Fredrik Silbersky     | Tim Kreuer        |
| Therese                      | Camilla Larsson       | Traudel Sperber   |
| Douglas                      | Alexander Karim       | Tobias Schmidt    |
| Flash/Florentine             | Josephine Alhanko     | Mia Diekow        |
| Gordon                       | André Sjöberg         | Tobias Diakow     |
| Marylyn                      | Saunet Sparell        | Lo Rivera         |
| Niska                        | Eva Röse              | Jennifer Böttcher |
| Odi                          | Alexander Stocks      | Tim Knauer        |
| Vera                         | Anki Larsson          | Anja Topf         |
| Rick                         | Johannes Kuhnke       | Rasmus Borowski   |
| David Eischer                | Thomas W. Gabrielsson | Clemens Gerhard   |

## Bezüge
- Der von David Eischer verfasste Programmcode setzt die Robotergesetze außer Kraft.
- Die Textstelle „Tu's für Flash, Gordon!“ spielt auf den Science-Fiction-Comic Flash Gordon an.

## Kritik
„Die Serie ist originell, weil sie den alten Golem-Mythos (der Mensch schafft sich einen künstlichen Gefährten und verliert die Herrschaft über ihn) umdreht: Das Problem ist nicht die neue Maschine, das Problem ist der alte Mensch. Er hält nicht mit. Das Unechte ist das neue Echte.“

„Prädikat besonders wertvoll […] Über diese multiperspektivische Behandlung des Themas gelingt es der Serie, wichtige Fragen zum Menschsein im Allgemeinen aufzuwerfen […] eine atemberaubende, intelligente und originelle Vision einer vielleicht nicht allzu fernen Zukunft.“

## Auszeichnungen
- Die Serie erhielt von der Deutschen Film- und Medienbewertung das Prädikat besonders wertvoll.

## Adaption
Ein britisch-US-amerikanisches Remake der Serie erfolgte ab 2014 unter dem Titel Humans.